# Río Clearwater (Saskatchewan)
El río Clearwater (en inglés: Clearwater River, literalmente, 'río de aguas claras') es un corto río de la vertiente ártica de Canadá que discurre por las provincias de Saskatchewan y Alberta. Es un afluente del río Athabasca, a su vez, afluente del río Mackenzie. Tiene una longitud de 295 km, drena una cuenca de 30900 km² —similar a países como Bélgica (137.º) o Lesoto (138.º)—y tiene un caudal medio de 119 m³/s (medidos en Draper, casi en la desembocadura).
El río fue una etapa importante en la época del comercio de pieles desde finales del siglo XVIII al formar parte de la ruta fluvo-lacustre que conectaba la cuenca ártica y las de la bahía de Hudson, vía el portaje Methye.
El río está incluido en el sistema de ríos del patrimonio canadiense (en 1986 la sección de Saskatchewan, y en 2004 la de Alberta).

## Curso
El río Clearwater totaliza 295 km de longitud y nace en el noroeste de Saskatchewan, en la región de bosque septentrional del Escudo Precámbrico. Desde su cabecera en el lago Broach, fluye en dirección sureste a través de Saskatchewan antes de volverse hacia el suroeste en el lago Careen. Continúa 108 km más allá de la frontera con Alberta antes de su unión con el río Athabasca en Fort McMurray. Esta sección del río en Fort McMurray es también conocida cariñosamente como The Chant [El Canto]. A partir de ahí las aguas del Clearwater llegan al río Mackenzie y más tarde al océano Ártico.
Desde su cabecera en el lago Broach a 460 m de altitud sobre el nivel del mar, el Clearwater cae alrededor de 150 m hasta su unión con el río Athabasca. El curso superior fluye sobre el Escudo Precámbrico, a través de rápidos, pequeños saltos de agua y a través de un desfiladero. Más abajo, el valle del río entra en las Interior Plains [llanuras interiores] y su curso se vuelve el típico de un río de llanura, con múltiples sus canales que describen sinuosos meandros entre los bancos de arena y dejando entre ellos muchas islas pequeñas. El Bajo Clearwater en Alberta se caracteriza por paredes altas en valles de piedra caliza y gargantas de dolomita.
Los principales afluentes del río Clearwater son el río Descharme y el río McLean, en Saskatchewan, y el río Christina, en Alberta.

## Conservación
Como su nombre indica, el río Clearwater es un río inalterado que discurre por un impresionante ambiente virgen. Para conservar el valor del río, la provincia de Saskatchewan ha establecido el parque provincial del río Clearwater (2240 km²). La sección que discurre por Saskatchewan fue incluida en el sistema de ríos del patrimonio canadiense en 1986, y luego también lo fue la sección de Alberta en 2004. La Highway 955 cruza el río en el parque. 

## Programa de Monitoreo Acuático Regional
El «Programa regional de monitoreo acuático» (Regional Aquatics Monitoring Program, RAMP) usa el río Clearwater como un «río de referencia del sistema» para proporcionar «información sobre la variabilidad y las características de los sistemas naturales» debido a la «falta de importantes desarrollos de arenas petrolíferas». El río Clearwater fue designado como parte del Sistema de Ríos Patrimonio Canadiense, fluye 187 km desde su cabecera en el lago Lloyd en el noroeste de Saskatchewan, a través de Saskatchewan y Alberta, y se une al río Athabasca en Fort McMurray, llegando finalmente al río Mackenzie y al océano Ártico.

## Especies piscicolas
Hay muchas especies piscicolas en el río, como lucioperca, perca amarilla, lucio europeo, trucha de lago, tímalo ártico, pescado blanco del lago, cisco, lechón blanco, lechón de pico largo y lota.

## Historia

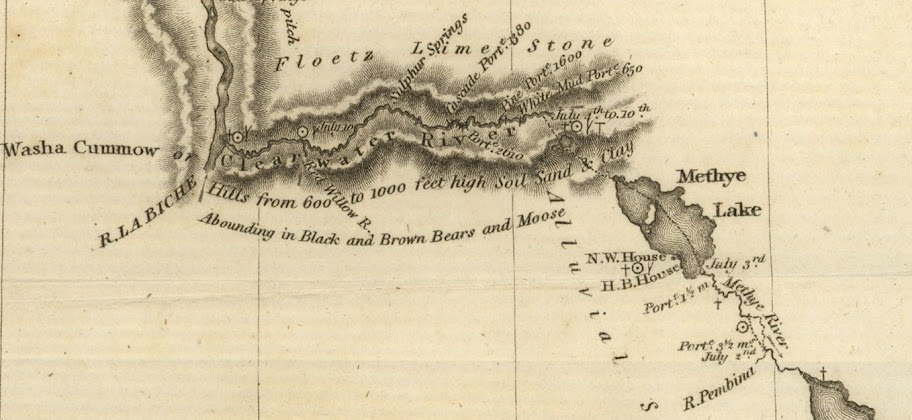
Una sección del mapa de la expedición de 1819-1820 de John Franklin mostrando la ruta del comercio de la piel del río Clearwater

Las inscripciones y pinturas a lo largo de la parte superior del río, las formas y símbolos sobre las superficies de rocas, sugieren que esta zona ya estaba habitada desde hace 5000 años. Antes de la colonización europea, había grupos nativos de Beaver, Cree y Chipewyan que estaban localizados allí.
Durante la exploración europea y el comercio de pieles del siglo XVIII, la zona aguas abajo del río Clearwater fue una importante ruta de transporte entre la bahía de Hudson y Montreal, en el este, y el distrito de Athabasca, en el oeste. Aguas arriba, la sección superior del Precámbrico fue una barrera difícil de superar por los comerciantes. Hasta 1778 no se consiguió, siendo Peter Pond el primero en cruzar el portaje Methye entre el lago La Loche y la parte alta del río Clearwater, un porteo de unos 19 km por tierra en la ruta desde Churchill hasta Athabasca. Durante casi cuarenta años, esta fue la única conexión terrestre para el comercio de pieles en esta área, y continuó en uso también durante la mayor parte del siglo XIX. 